# 1963 en rugby à XV
Cette page présente les faits marquants de l'année 1963 en rugby à XV : les principales compétitions et évènements liés au rugby à XV et rugby à sept ainsi que les naissances et décès de grandes personnalités de ce sport.

## Principales compétitions
- Currie Cup
- Championnat de France (de l'automne 1962 au 2 juin 1963)
- Tournoi des cinq nations (du 12 janvier au 23 mars 1963)

## Événements

### Mars
- 16 mars : le Tournoi des Cinq Nations 1963 voit la victoire de l'Angleterre avec trois victoires et un match nul.

### Juin
- 2 juin : le Stade montois remporte le championnat après avoir battu l'US Dax en finale[1]. Pour la première fois depuis 1934, la finale oppose deux équipes du même département (les Landes).
- 2 juin : le Challenge Yves du Manoir est remporté par le SU Agen qui bat le CA Brive par 11 à 0.

## Principales naissances
- 18 février : Rob Andrew, demi d'ouverture international anglais à 71 reprises, naît à Richmond.
- 4 juin : Sean Fitzpatrick, talonneur international néo-zélandais comptabilisant 92 sélections, naît à Auckland.
- 15 juin : Nigel Walker, ailier 17 fois international gallois, voit le jour à Cardiff.
- 19 juin : Rory Underwood, ailier international anglais (85 sélections), naît à Middlesbrough.
- 25 novembre : John Allan, talonneur international écossais totalisant 9 sélections avec l'Écosse et 13 avec l'Afrique du Sud, naît à Glasgow.